# Ermita de la Mare de Déu de la Vallivana i Col·legi de Sant Cristòfol
L'Ermita de la Mare de Déu de la Vallivana i Col·legi de Sant Cristòfol és un temple catòlic situat a la plaça de l'Ermita, 2, en el municipi de Picassent. És Bé de Rellevància Local amb identificador nombre 46.16.194-002.
La façana és un alt frontispici, coronat per una creu i dividit en dos cossos. A sobre de la porta n'hi ha la inscripció "Ermita de Nª Sª de Vallivana". Damunt, un retaule de taulells ceràmics, refet després de la guerra de 1936, representa l'Assumpció de la Mare de Déu, portada per querubins i rodejada de serafins. Més amunt es troba un rellotge de sol.
L'interior, de la primera meitat del segle xviii, té planta de creu grega amb una cúpula sobre el creuer. S'hi troben elements rococós als dos balcons del presbiteri. L'altar, de 1947, és d'estil neobarroc.
El transept té dos quadres. Un està dedicat a mossén Carbó i el representa mostrant la imatge de la Mare de Déu als habitants de Picassent. L'altre és una representació d'una processó de la Vallivana, memòria de la que es va celebrar el 1738 per evitar una epidèmia.